# Musculus bulbospongiosus
Der Musculus bulbospongiosus (veraltet auch Musculus bulbocavernosus) ist ein quergestreifter Muskel im Bereich der Geschlechtsorgane. Bei männlichen Säugetieren umgibt er den Anfangsabschnitt des Harnröhrenschwellkörpers (Bulbus penis). Die Entsprechung bei der Frau ist der Schließmuskel der Vulva und des Scheidenvorhofs, der Musculus constrictor cunni.
Der Musculus bulbospongiosus führt bei beiden Geschlechtern beim Orgasmus rhythmische Kontraktionen aus. Beim Mann erzeugen diese eine pulsierende Druckwelle im Harnröhrenschwellkörper, die den Ausstoß des Spermas bei der Ejakulation unterstützt. Bei der Frau erfolgen entsprechende pulsierende Kontraktionen. Der Muskel kann auch willkürlich kontrahiert werden.  
Im Rahmen eines unter der Geburt erforderlich werdenden Dammschnittes (nur bei mediolateraler- und lateraler Episiotomie) wird der Muskel durchtrennt. In der Regel verheilt der Schnitt danach relativ schnell.  
Weitere Muskeln des Penis sind der Musculus ischiocavernosus und der größtenteils aus glatter Muskulatur bestehende Musculus retractor penis.